# بيير جامين
بيير جامين (بالفرنسية: Pierre Jamin)‏ هو لاعب كرة قدم فرنسي في مركز الوسط، ولد في 13 مارس 1987 في شوليه في فرنسا. لعب مع نادي ليزيربيي ونادي مارتيغ ونادي نيور.

## وصلات خارجية
- بيير جامين على موقع قاعدة بيانات كرة القدم.إي يو (الإنجليزية)
- بيير جامين على موقع Soccerway.com (الإنجليزية)